# إد برشيد (إد باها مومن)
إد برشيد هو دُوَّار يقع بجماعة أربعاء آيت عبد الله، إقليم سيدي إفني، جهة كلميم واد نون في المملكة المغربية. ينتمي الدوّار لمشيخة إد باها مومن التي تضم 13 دوار. يقدر عدد سكانه بـ 106 نسمة حسب الإحصاء الرسمي للسكان والسكنى لسنة 2004.

## روابط خارجية
- البوابة الوطنية للجماعات الترابية
- المندوبية السامية للتخطيط